# 1942 az irodalomban
Az 1942. év az irodalomban.

## Események
- Megszűnik a Kelet Népe, a népi írók csoportjának 1935-ben indult folyóirata

## Megjelent új művek

### Próza
- Louis Aragon: Les Voyageurs de l'impériale (Az omnibusz utasai), a Le Monde réel (A való világ) című regényciklus harmadik darabja
- Camilo José Cela irodalmi Nobel-díjas (1989) spanyol író regénye: La Familia de Pascual Duarte (Pascual Duarte családja)
- Erskine Caldwell amerikai író partizánregénye: All Night Long (Egy álló éjen át)[1]
- Albert Camus: 
  - Közöny (L’Étranger), regény
  - Le Mythe de Sisyphe (Sziszüphosz mítosza), esszé
- Agatha Christie:
  - Holttest a könyvtárszobában (The Body in the Library)
  - Öt kismalac (Five Little Pigs)
  - The Moving Finger (Nem zörög a haraszt
- William Faulkner regénye: Go Down, Moses (Eredj, Mózes)
- F. Scott Fitzgerald regénye: The Last Tycoon (Az utolsó cézár), posztumusz kiadás
- Clive Staples Lewis könyve: The Screwtape Letters (Csűrcsavar levelei)
- Raymond Queneau regénye: Pierrot mon ami
- Antoine de Saint-Exupéry: Pilote de Guerre (A hadirepülő)
- Anna Seghers: Das siebte Kreuz (A hetedik kereszt)
- Upton Sinclair regénye: Dragon's Teeth (A sárkány fogai)
- John Steinbeck regénye: The Moon Is Down (Lement a hold)
- Vercors elbeszélése: Le Silence de la mer (A tenger csendje)
- Stefan Zweig utolsó, brazíliai emigrációjában írt műve: Schachnovelle (Sakknovella). Megjelent 1942 decemberében Buenos Aires-ben (portugál nyelven, kis példányszámban), majd 1943-ban Európában is.

### Költészet
- Louis Aragon verseskötete: Les Yeux d'Elsa (Elsa szeme)
- Paul Claudel: Cent phrases pour éventails, a költő 1920-as években írt haikuinak gyűjteménye
- Eugène Guillevic első kötete: Terraqué (magyar fordításban: Föld és víz)
- Saint-John Perse: Exil (Száműzetés)

### Dráma
- Jean Anouilh: Eurydice, bemutató
- Jacinto Benavente: La honradez de la cerradura (A zár becsülete), szatirikus komédia
- Thornton Wilder	drámája: The Skin of Our Teeth (A hosszú út / Hajszál híján), bemutató

### Magyar irodalom
- Zelk Zoltán verseskötete: A lélek panaszaiból
- Füst Milán regénye: A feleségem története
- Móricz Zsigmond regénye: Rózsa Sándor összevonja szemöldökét. (A Rózsa Sándor-regénynek ezt a második kötetét az író nem tartotta véglegesnek. „Írás közben is könnyebbnek érezte, mint az elsőt; az elkészült művet, elsősorban Kossuth szerepének a tisztázatlansága miatt át akarta írni.”)[2]
- Németh László
  - esszékötete: Kisebbségben
  - drámája: Cseresnyés (bemutató a Nemzeti Színházban)
- Szabó Lőrinc gondozásában megjelenik Tóth Árpád műfordítói munkáinak átfogó kötete: Tóth Árpád összes versfordításai

## Születések
- január 13. – Veress Miklós költő, műfordító, kritikus († 2019)
- február 1. – Terry Jones walesi származású komikus, író, forgatókönyvíró, színész, rendező († 2020)
- február 5. – Sumonyi Zoltán író, költő, rádiós szerkesztő
- február 27. – Péntek Imre költő, kritikus, újságíró
- március 2. – John Irving kortárs amerikai író és forgatókönyvíró
- március 16. – Gutai Magda József Attila-díjas író, költő, orvos. († 2013)
- április 20. – Arto Paasilinna finn író († 2018)
- április 21. – Szepesi Attila József Attila-díjas költő, publicista, pedagógus († 2018)
- augusztus 2. – Isabel Allende chilei szerző, a kortárs spanyol nyelvű irodalom egyik legismertebb írója
- augusztus 10. – Hajnóczy Péter magyar író († 1981)
- szeptember 24. – Czakó Gábor magyar író, publicista, képzőművész
- október 14. – Nádas Péter magyar író, drámaíró, esszéista
- október 23. – Michael Crichton amerikai író, forgatókönyvíró, filmrendező. Az Egyesült Államokban az ún. techno-thriller műfaját elsősorban az ő nevéhez kötik († 2008)
- december 6. – Peter Handke osztrák író és műfordító

## Halálozások
- február 2. – Danyiil Ivanovics Harmsz orosz, író, költő, humorista (* 1905)
- február 22. – Stefan Zweig osztrák író, költő, műfordító (* 1881)
- április 15. – Robert Musil osztrák író, esszéíró, matematikus, filozófus és színikritikus (* 1880)
- április 24. – Lucy Maud Montgomery kanadai írónő, főként az Anne Shirley-sorozatról ismert (* 1874)
- május 29. – Joszano Akiko apán költőnő, műfordító, feminista (* 1878)
- június 28. – Janka Kupala belarusz költő, író, drámaíró és publicista, a modern belarusz irodalom megteremtője (* 1882)
- szeptember 5. – Móricz Zsigmond magyar író, szerkesztő, a 20. századi realista prózairodalom kiemelkedő alakja (* 1879)
- október 10. – Hunyady Sándor regény- és drámaíró (* 1890)
- november 2. – Kitahara Hakusú japán költő (* 1885)
- 1942 – Togolok Moldo kirgiz költő, vándordalnok (* 1860)